# Kolind
Kolind er en stationsby på Djursland med 1.924 indbyggere  (2024). Byen ligger i Syddjurs Kommune og hører til Region Midtjylland.
I den nordøstlige ende af byen findes Kolind Station og Kolind Kirke.
Kolind ligger for enden af det tørlagte Kolindsund, hvor Ryom Å og Mårup Å løber ud i Kolindsundkanalen, som straks deler sig i nordkanalen og sydkanalen. De 2 kanaler omkranser det tørlagte kolindsund, der tidligere dannede Danmarks anden største sø. Byen nævnes første gang 1416 som "Kollingh" og har givet navn til sundet.
Der er meget svag strøm i kanalen, da der kun er et fald på 1 meter over 25 km, fiskevandet er rig på havørred og gedde, aborre, brasen og skalle. Den svage strøm gør kanalen velegnet til kano sejlads som startes fra kanopladsen nord for byen.
Fuglelivet omkring Kolind er mangeartet, og især kendt for de store stæreflokke der danner sort sol. Fra fugletårnet kan fuglene betragtes ugenert.
I den østlige del af Kolind er et af byens store samlingssteder placeret, den gamle markedshal som er lavet om til et stort forsamlingshus, og bliver kaldt Byhallen og Stalden og hvor der bliver holdt Hjorddrengens Marked i september. 
Byen var 1970-2006 administrationscentrum for Midtdjurs Kommune, nu en del af Syddjurs Kommune
Byens skole, Kolind Centralskole, blev indviet i 1955, og har tæt på 400 elever.
Togforbindelsen, der indtil 2018 var kendt som Grenaabanen, genåbnede d. 30. april 2019 i elektrificeret form som en del af Letbanen. Forbindelsen strækker sig fra Grenaa til Aarhus og standser undervejs i Kolind.

## Forretningsliv
Der er to supermarkeder og en lang række service- og specialbutikker i byen, der også huser et friluftsbad  og et sports- og kulturhus med bibliotek, café og har 3 sportshaller.
I Sundhedshuset fysioterapi og træningscenter er der mulighed for holdtræning og styrketræning.

## Sport
På Kolind stadion findes 3 fodboldbaner, klubhus, 2 tennisbaner, petanque bane.
Kraftværket skatehal er en særdeles populær skatehal der besidder nogle af Danmarks bedste ramper. Her køres primært scoot(løbehjul) og BMX, men har også andre streetsportsgrene.
Petersmindeskoven sydvest for byen har beliggenhed for hundeskoven, crossbanen, og skovbørnehaven. Petersmindeskoven grænser op til den smukke tusindmeterskov, hvor det ligeledes er tilladt at gå ture.

## Historie
I 1875 beskrives byen således: "Kolind ved Kolindsund med Kirke, Præstegaard, Skole, Kro og Veirmølle".
Omkring århundredeskiftet beskrives forholdene således: "Kolind (med Ny-Kolind, omkring Jærnbanestationen) med Kirke, Præstegd., Skole, Forsamlingshus (opf. 1888), Andelsmejeri (Kolindsund), Gæstgiveri, Kro, Markedsplads (8 Markeder aarl.), Købmandshdlr., Haandværkere osv. samt Jærnbane-, Telegraf- og Telefonst. samt Postekspedition".